# Marranella
Il fosso della Marranella è un piccolo fiume del Lazio affluente dell'Aniene.

## Descrizione
Sgorga tra i colli Albani col nome di Marrana. Penetrato all'interno dell'area metropolitana di Roma, prende il nome di fosso della Marranella per distinguerlo dagli altri fossi che attraversano la campagna romana, volgarmente chiamati marrane.
Il nome deriva dal fundus o ager maranus, lambito dal ruscello nella sua parte iniziale.
Anche se era un fiume presente sin dai tempi più antichi ed esistente in vista fino al 1934, attualmente, nel centro urbano, il corso del fosso scompare alla vista, convogliato in un collettore sotterraneo.
All'altezza della via di Acqua Bullicante riceve le acque delle sorgenti del bullicame o bollicante, cosiddette per la presenza in esse di emanazioni gassose sulfuree che le facevano ribollire e che davano il nome alla tenuta ancora esistente nel XIX secolo. Scavi archeologici testimoniano, in via di Acqua Bullicante, la presenza di un antico borgo rurale risalente almeno al II secolo a.C., forse identificabile con l'antica città di Caenina sulla via Labicana.
Il corso del fosso si dirige verso nord, seguendo via della Marranella, per giungere a largo Preneste, quindi attraversa gli ex stabilimenti della SNIA Viscosa dopo aver alimentato l'omonimo lago artificiale, seguendo il percorso della linea ferroviaria Roma-Pescara.
In questi tratti campestri si può ancora osservare il ruscello in scorrimento all'aperto. Infine, sbocca nell'Aniene lungo la via di Pietralata.

## La borgata Marranella
Dal fosso prese il nome la borgata Marranella, situata all'angolo nord-ovest fra via Casilina e via di Acqua Bullicante.
Dal 1870 forma, insieme ai limitrofi insediamenti abitativi del Prenestino, del Torrione, della borgata Galliano, dell'Acqua Bullicante e del Casilino, l'area urbana del Pigneto.
Dal 1977, con l'istituzione delle zone urbanistiche, rientra, con tutto il Pigneto, nella zona urbanistica di Torpignattara.